# Ежовка (Киквидзенский район)
Ежовка — хутор в Киквидзенском районе Волгоградской области России. Административный центр Ежовского сельского поселения.

## География
Хутор находится в северной части Волгоградской области, в степной зоне, в пределах Хопёрско-Бузулукской равнины, на правом берегу реки Мачехи, на расстоянии примерно 22 километров (по прямой) к северо-востоку от станицы Преображенской, административного центра района.
Часовой пояс
Хутор Ежовка, как и вся Волгоградская область, находится в часовой зоне МСК (московское время). Смещение применяемого времени относительно UTC составляет +3:00.

## История

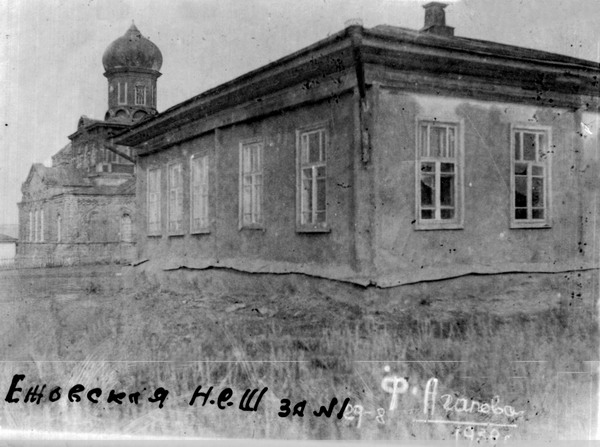
Георгиевская церковь

В «Списке населённых мест Земли Войска Донского», изданном в 1864 году, населённый пункт упомянут как владельческий хутор Ежов Хопёрского округа области Войска Донского, при речке Мачихе, расположенный в 100 верстах от окружной станицы Урюпинской. В Ежове имелось 8 дворов и проживало 80 жителей (45 мужчин и 35 женщин). С 1877 года на хуторе существовала Георгиевская церковь. В советское время в ней работала школа, до настоящего времени не сохранилась. В 10 верстах от неё находилась хутора Рябова Троицкая церковь.

## Население
| 2010 |
| ---- |
| 824  |

Гендерный состав
По данным Всероссийской переписи населения 2010 года в гендерной структуре населения мужчины составляли 49,8 %, женщины — соответственно 50,2 %.
Национальный состав
Согласно результатам переписи 2002 года, в национальной структуре населения русские составляли 88 % из 834 чел.

## Улицы
Уличная сеть хутора состоит из семи улиц.